# Delbert Mann
Delbert Mann (ur. 30 stycznia 1920 w Lawrence, USA, zm. 11 listopada 2007 w Los Angeles) – amerykański reżyser filmowy i telewizyjny. Laureat Oscara dla najlepszego reżysera w 1956 za film Marty (1955).

## Wybrana filmografia

### Reżyser
- 1955: Marty
- 1957: Wieczór kawalerski (The Bachelor Party)
- 1958: Pożądanie w cieniu wiązów (Desire Under the Elms)
- 1958: Osobne stoliki (Separate Tables)
- 1960: Ciemność na szczycie schodów (The Dark at the Top of the Stairs)
- 1961: Kochanku wróć (Lover Come Back)
- 1961: The Outsider
- 1962: Powiew luksusu (That Touch of Mink)
- 1963: Zgromadzenie orłów (A Gathering of Eagles)
- 1964: Ukochane serce (Dear Heart)
- 1968: Heidi
- 1969: David Copperfield
- 1971: Kidnapped
- 1979: Na Zachodzie bez zmian (All Quiet on the Western Front)
- 1982: Na drugą stronę (Night Crossing)
- 1986: Ostatnie dni Pattona (The Last Days of Patton)

## Nagrody
- Nagroda Akademii Filmowej Marty
- Nagroda na MFF w Cannes Marty